# Coast to Coast: Overture and Beginners
Coast to Coast: Overture and Beginners är en liveskiva av Faces (krediterad Rod Stewart/Faces), utgiven 1974. Albumet spelades in oktober 1973 i Anaheim Convention Center och i Hollywood Palladium.

## Låtlista
Sida 1
1. "It's All Over Now" (Bobby Womack/Shirley Womack) – 4:38
2. "Cut Across Shorty" (Wayne Walker/Marijohn Wilkin) – 3:45
3. "Too Bad" (R. Stewart/R. Wood) / "Every Picture Tells A Story" (R. Stewart/R. Wood) – 7:34
4. "Angel" (Jimi Hendrix) – 4:28
5. "Stay With Me" (R. Stewart/R. Wood) – 4:50

Sida 2
1. "I Wish It Would Rain" (Roger Penzabene/Barrett Strong/Norman Whitfield) – 4:20
2. "I'd Rather Go Blind" (Billy Foster/Ellington Jordan) – 5:55
3. "Borstal Boys" (Ian McLagan/R. Stewart/R. Wood) / "Amazing Grace" (Trad., arr.: D. Throat) – 9:52
4. "Jealous Guy" (John Lennon) – 4:25

## Medverkande
Musiker
- Kenney Jones – trummor
- Ian McLagan – piano, orgel, sång
- Rod Stewart – sång
- Ronnie Wood – gitarr, sång
- Tetsu Yamauchi – basgitarr

Produktion
- Faces – musikproducent
- Gary Kellgren – ljudtekniker
- Tom Scott, Tom Fly – assisterande ljudtekniker